# Lófejmaszk

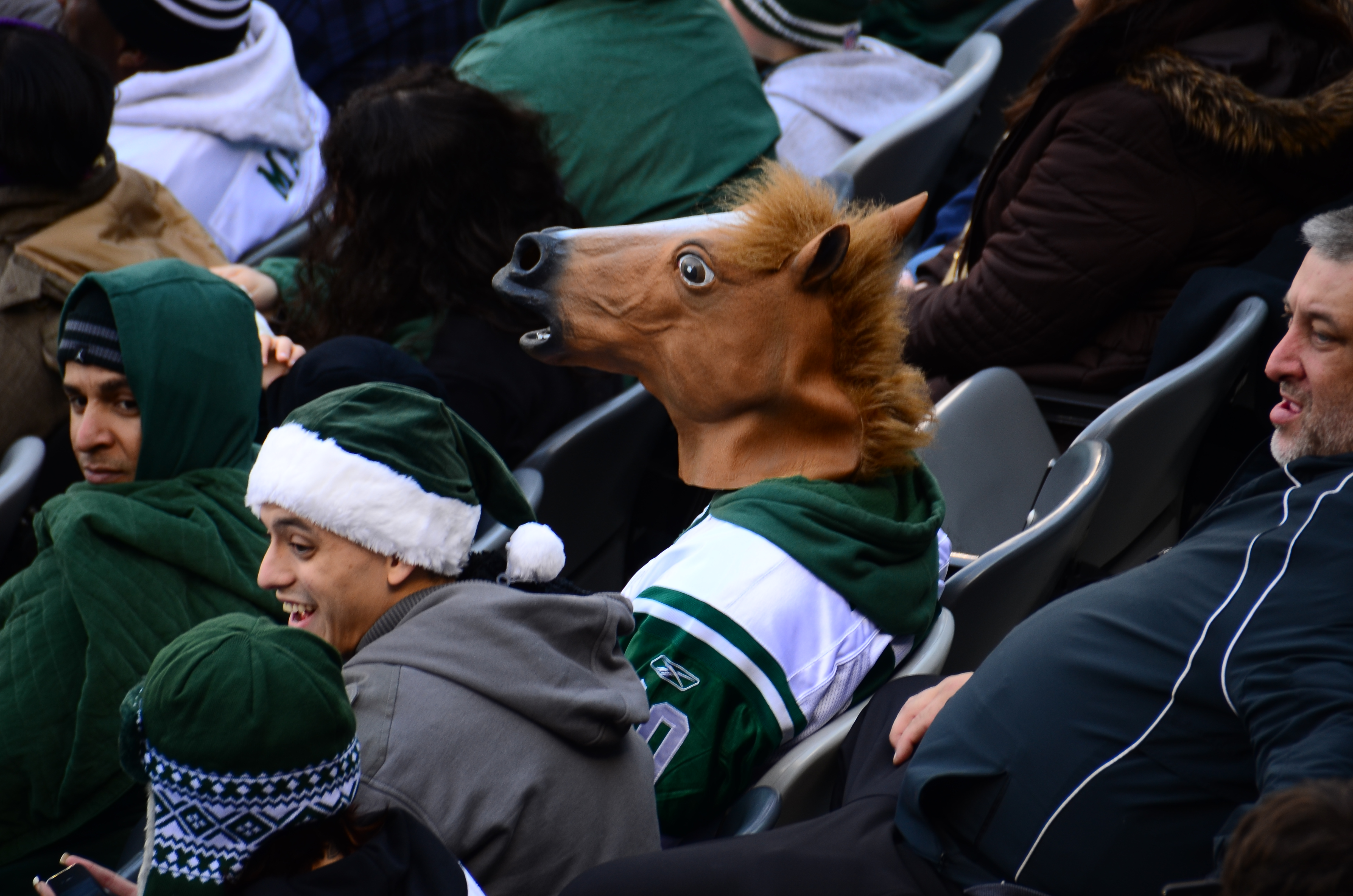
Tömegben lófej maszkot viselő férfi.

A lófejmaszk egy latex álarc, amelyet egy Archie McPhee nevű cég készített és forgalmazott eredetileg egy Halloween jelmez tartozékaként. A maszk azóta nagyon népszerűvé vált és internetes mém lett.

## Eredete
A maszkot 2003 óta egy Archie McPhee nevű cég forgalmazza. Nem lehet pontosan tudni, hogy mikor lett belőle internetes mém, mivel a különböző honlapokon terjedő képeknek köszönhetően hamar ismertté vált világszerte.
2010-ben a Google Street View lefotózott egy lófej maszkot viselő férfit egy nagy-britanniai városban.
2014 júliusában az Amerikai Egyesült Államok elnökét lefotózták, amint kezet fog egy férfival, akin a maszk volt látható. A kép nagyon népszerű lett az internetes felhasználók körében.

## Felhasználása
Többnyire olyan humoros képek készítésénél viselik, ahol nem akarja felvállalni magát a képen lévő illető, vagy pedig ezáltal szeretné még viccesebbé tenni a szituációt.
Néhány YouTube felhasználó szintén hord lófej maszkot videóiban, leginkább a nézők megnevettetésének céljából. Ilyen például "Sir Sebastian" (a megegyező nevű csatorna szerkesztője), vagy pedig a "The Neigh Kid Horse" nevű csatorna tulajdonosa.

## Hatása
A lófejmaszk sikerén fellendülve később forgalomba került több különböző, állatfej formájú maszk is, amiket szintén az Archie McPhee nevű cég készít. Létezik pl.: unikornisfej-, galambfej-, mókusfej- és őzfej verzió is.